# Revenu disponible brut
Pour les articles homonymes, voir RDB.
 (septembre 2012).
Si vous disposez d'ouvrages ou d'articles de référence ou si vous connaissez des sites web de qualité traitant du thème abordé ici, merci de compléter l'article en donnant les références utiles à sa vérifiabilité et en les liant à la section « Notes et références ».
Le revenu disponible brut ou RDB est une grandeur macro-économique qui mesure, pour chaque secteur institutionnel (SI) de la comptabilité nationale, le solde du compte de revenu, c'est-à-dire ce qui reste au SI une fois payés les engagements envers les salariés, l'État, les actionnaires, les prêteurs, etc. Ce revenu disponible brut est donc disponible pour la consommation finale et l'épargne.

## Pour les ménages
Pour le secteur institutionnel des ménages, le revenu disponible brut est le revenu à disposition des ménages pour consommer et épargner.
Ce revenu disponible est dit « brut » si : 
1. Il est à la disposition des ménages pour effectuer leurs dépenses ;
2. Il est affecté par la notion de pouvoir d'achat, dans la mesure où celui-ci ne dépend pas seulement du niveau « brut » de revenu mais se trouve également être affecté par le niveau général des prix des biens et services ;
3. Il est calculé avant paiement des dépenses « contraintes » ou « à engagement contractuel » (logement, chauffage, téléphonie, assurances, soit en moyenne plus du quart du RDB).

## Mode de calcul
Le RDB est un agrégat macro-économique calculé par l'Insee à partir des comptes économiques régionaux des ménages. Il représente les éléments suivants :
- somme de l'ensemble des revenus primaires : revenus d’activité (salaires et excédents bruts des entrepreneurs individuels) et revenus du patrimoine ;
- somme de l'ensemble des revenus de transfert (prestations sociales)

auxquels sont soustraits les prélèvements obligatoires (impôts directs et prélèvements sociaux).

## Utilisation du RDB

### RDB et pouvoir d'achat
La valeur effective du RDB est modulée par l'évolution du pouvoir d'achat. Évolution du pouvoir d'achat qui est calculée par les comptables nationaux par différence entre l'évolution du revenu brut disponible des ménages et l'évolution du prix des dépenses de ces mêmes ménages.
Le revenu disponible « arbitrable » est également calculé par l'Insee pour mesurer un pouvoir d'achat plus effectif des ménages : Il est obtenu en retranchant au revenu disponible brut un ensemble de dépenses de consommation dites « pré-engagées » : Loyer, chauffage, services financiers, téléphonie, accès à l'internet... qui sont des dépenses réputées « contraintes » ou « à engagement contractuel » c'est-à-dire difficilement renégociables à court-terme par les ménages.

### RDB et redistribution
Le RDB est évidemment également modulé par l'existence d'un système de redistribution (voire d'un État-providence) et de ses effets sur les différentes population d'un même État. 
- Effets de redistribution horizontale, où les bien-portants cotisent pour les malades, des jeunes pour les plus âgés et les actifs pour les inactifs.
- Effets de redistribution verticale, puisque selon l'intensité de cette redistribution, un revenu disponible supérieur aux revenus primaires peut être corrigé par un fort niveau de redistribution et l'existence de revenus de transfert alimentés par des prélèvements obligatoires assez importants.